# Benala longystilus
Benala longystilus är en insektsart som beskrevs av Keti Maria Rocha Zanol 1999. Benala longystilus ingår i släktet Benala och familjen dvärgstritar. Inga underarter finns listade i Catalogue of Life.